# Kings Cross, New South Wales
Kings Cross este o suburbie în Sydney, Australia.